# Isonychus granarius
Isonychus granarius är en skalbaggsart som beskrevs av Hermann Burmeister 1855. Isonychus granarius ingår i släktet Isonychus och familjen Melolonthidae. Inga underarter finns listade i Catalogue of Life.